# 은정불교문화진흥원
은정불교문화진흥원은 대한불교 조계종 종지․종통을 받들어 불교문화의 진흥을 통해 국가사회에 이바지 할 수 있는 훌륭한 인재를 육성하여 불교의 포교를 도모하고 불교문화와 민족문화의 창달에 기여하기 위하여 2002년 4월 27일 설립된 문화체육관광부 소관의 재단법인이다. 사무실은 서울시 서초구 잠원동 42-2 은정빌딩에 있다.

## 주요 사업
- 불교 포교를 위한 학술세미나 및 연구비지원
- 초중고 및 대학생의 학비지원
- 소년소녀 가장에 대한 생계비 지원
- 무의탁 독거노인에 대한 생계비 지원
- 불교문화의 진흥을 위한 교육 및 의료사업
- 기타 법인의 목적달성에 필요한 사업